# Нанопанк
Нанопа́нк — направление в научной фантастике (разновидность посткиберпанка), посвящённое социальным и психологическим аспектам применения нанотехнологий. Изображают возможное будущее, в котором активно применяются нанотехнологии.
В нанопанке рассматриваются возможности манипуляции материей на молекулярном и атомарном уровне, в том числе создание веществ с программируемыми свойствами («умная материя»), а также создание полезных вирусов, способных обеспечить человеку мнимое или явное совершенство в виде зомби или иной формы постчеловека. Показываются перспективы и опасности, связанные с использованием программируемых молекулярных устройств — нанороботов и т. н. «сборщиков материи», занимающихся нанофабрикацией материальных макрообъектов. Так, в романе «Рибофанк» описывается гибель мира от бесконтрольно размножившихся силикробов (наноботов).
Предвестником нанопанка является рассказ «Микроруки» Бориса Житкова. В годы холодной войны Станислав Лем написал рассказ «Эволюция вверх ногами», про военное применение нанотехнологий. Чуть позже эта тема была развита в его романе «Мир на Земле»
В русской фантастике произведения с элементами нанопанка создавал Александр Тюрин: роман «Боятся ли компьютеры адского пламени?» (1998), рассказы «Киберозойская эра» и «Судьба Кощея в киберозойскую эру», повесть «Отечественная война 2012 года».
В западной фантастике одним из первых произведений в жанре нанопанка можно считать роман Нила Стивенсона «Алмазный век» (1995) и Пола Ди Филиппо «Рибофанк» (1996). Исторически пришел на смену киберпанку, поэтому содержит в себе ряд его элементов — транснациональные корпорации и секретные разработки в тайных лабораториях; уличные беспорядки; карантинные службы; эпидемии, поиски вакцин.
Также к нанопанку относят работы Гибсона.

## Наиболее известные писатели жанра
- Дин Кунц — Полночь
- Майкл Крайтон — Рой
- Пол Ди Филиппо

## Фильмы
- Один точка ноль (Вирус 1.0/Вариант 1.0/Версия 1.0) — One Point O (режиссёр Marteinn Thorsson, Jeff Renfroe 2004)
- Виртуальность
- Джейк 2.0
- Агент Вексилл
- Превосходство
- Генератор Рекс
- Бросок кобры
- Терминатор: Генезис
- Бладшот

## Компьютерные игры
- Metal Gear Solid
- Deus Ex
- Anarchy Online
- Red Faction
- Syndicate
- Crysis